# Université du Cepromad
 (septembre 2021).
Si vous disposez d'ouvrages ou d'articles de référence ou si vous connaissez des sites web de qualité traitant du thème abordé ici, merci de compléter l'article en donnant les références utiles à sa vérifiabilité et en les liant à la section « Notes et références ».
L’université du Cepromad (UNIC) est une université privée agréée de la république démocratique du Congo, dont le siège social se trouve à Kinshasa. Elle compte près de 15 000[réf. souhaitée] étudiants dans six facultés. Sa langue d'enseignement est le français. Elle devient autonome en 2010 à la suite de l’arrêté ministériel N° 157/MINESU/CABMIN/EBK/PK/2010 du 27 septembre 2010, portant autonomisation de quelques extensions des établissements de l’enseignement supérieur et universitaire.

## Facultés
- Faculté d'agronomie
- Faculté de droit
- Faculté de management
- Faculté des sciences sociales, politiques et administratives
- Faculté des sciences économiques et de gestion
- Faculté de santé publique